# Chandra Shekhar
Chandra Shekhar Singh (Ibrahimpatti, 1º luglio 1927 – Nuova Delhi, 8 luglio 2007) è stato un politico indiano.
È stato Primo ministro dell'India per circa sette mesi, dal novembre 1990 al giugno 1991.